# 터치 (만화)
《터치》(일본어: タッチ, Touch)는 아다치 미츠루 원작의 야구 만화이다. 《주간 소년 선데이》(쇼가쿠칸)에서 1981년부터 1986년까지 연재되었다. 내용은 쌍둥이인 우에스기 타츠야, 우에스기 카즈야 형제와 소꿉 친구인 히로인 아사쿠라 미나미, 이 3명을 주축으로 연애가 가미된 작품이다.
텔레비전 애니메이션, 극장판 애니메이션으로 애니메이션화가 되었고, 텔레비전 드라마와 영화로 실사 영상으로 제작된 아다치 미츠루의 대표작이다.
단행본 전 26권, 와이드판 전 11권, 문고판 전 14권, 완전판 전 12권, 애니메이션 코믹스판 전 7권. 단행본의 총 매출은 각 판본을 모두 합쳐 1억 부 이상을 판매하고 있다. 1982년 제28회 쇼가쿠칸 만화상을 수상했다.

## 작품 개요
고교 야구와 연애의 2가지를 축으로 한 스토리 전개이다. 분야는 야구 만화이지만, 야구 경험이 없는 사람도 빠져들 수 있는 보편적인 테마성이 작품 전체에 나타나고 있으며, 이는 본작보다 먼저 "주간 소년 선데이 증간호"에 연재한 "나인"의 노선을 답습한 것이다.
그때까지는 원작자를 내세우거나 격주 연재했던 아다치에게는 본작이 첫 정규의 주간 연재이다. 제목의 터치는 바톤 터치의 의미가 담겨 있으며, 동생의 꿈을 형이 계승해가는 것을 나타내고 있다. 살아 있는 사람들이 죽은 사람에게 얽매이는 이 테마에 대하여 만화 평론가인 나츠메 후사노스케는 러브 코미디의 명작으로 평가하는 한편, 《내일의 죠》, 《에이스를 노려라!》에 이은 작품으로 자리 매김했다.
현제우형(賢弟愚兄) 설정은 아다치 미츠루와 그의 형인 만화가 아다치 츠토무와의 관계를 반영한 것이라는 견해도 존재한다. 또한, 1970년대까지 주류였던 야구 만화의 스포츠 근성의 정석을 부정하거나 패러디하는 듯한 양상도 보인다.
7권까지 계속되어 온 세 사람의 관계를 일시에 바꾸는 등 지금까지의 삼각 관계와 다른 전개도 당시로서는 신선한 장면이였다. 고교 야구를 소재로 한 연애 만화에서 히로인은 야구 소년에게 항상 매니저 및 관객으로 존재하는 관계였지만, 리듬 체조의 아이돌로 히로인이 야구와는 다른 분야에서 크게 활약한 점도 지금까지 없는 것이었다. 또한, 같은 시기에 연재가 진행되고 있던 《햇살이 좋아》, 《미유키》의 등장 인물과 고등학교가 일부 장면에 등장하기도 했다.

## 줄거리
우에스기 타츠야, 우에스기 카즈야는 일란성 쌍둥이. 스포츠도 공부도 열심히 노력하는 동생 카즈야에게 무슨 일에도 응원해주는 형 타츠야. 그리고 근처에 사는 두 형제의 동갑내기 아사쿠라 미나미. 세 사람은 어릴 때부터 함께 어울리며 자란 소꿉친구이다. 그리고 서로가 서로를 이성으로서 의식하기 시작한다. 이야기가 시작되는 때에는, 3명은 중학교 3학년이다. 세 사람은 같은 미묘한 삼각관계로서 고등학교에 진학하게 된다. "코시엔에 데려가줘"라는 미나미의 꿈을 이루기 위해 1학년이면서 야구부의 에이스로 활약하는 카즈야였지만 지역 예선 결승으로 가는 길에 교통 사고를 당하게 된다. 이후 타츠야는 카즈야의 "미나미의 꿈을 실현"이라는 꿈을 잇기 위해 야구부에 들어가지만, 포수인 마츠다이라의 미움을 받고 상대를 해주지 않았다. 그러나, 아사쿠라 미나미나 주위의 동료들에게 상대를 해주도록 권유를 받고 결국 마츠다이라와 타츠야는 배터리를 이룬다.
이후 타츠야는 2학년이 되고 타츠야는 이키미나미 고등학교의 니시무라와 아라타를 알게 되면서 라이벌 의식을 가지게 된다. 그들과 야구에서 라이벌 외에 아사쿠라 미나미에게 공통적으로 연애 감정을 갖게 되고 4명 사이에서 사각 관계가 구축되어 있었다. 덧붙여서 니시무라는 투수이면서 커브 구사하며 고시엔 출장을 기대하고 있었다. 한편 아라타의 포지션은 지역에서 1, 2위를 다투는 강타자였다. 타츠야는 2학년 고시엔 지역 예선에서 아라타와 경기가 아닌 니시무라가 속한 이키미나미 고등학교와 경기 해 연장전 끝에 패하게 된다. 3학년이 된 타츠야는 그 무렵, 야구부의 감독이 지병으로 입원을 하게 되고 메이세이 가쿠엔 고등학교의 교장은 학교 OB의 카시와바 에이치로에게 감독 대행을 맡기려고 한다. 그러나 에이치로는 해외 출장 중이였기 때문에 야구부의 지도를 할 마음이 없었다.
그때 메이세이 가쿠엔 야구부에 원한을 가진 카시와바 에이지로가 이것을 알고 에이치로의 집에 침입 해 메이세이 가쿠엔 고등부의 교장의 전화를 대신 받는다. 이후 에이지로는 야구부의 감독 대행으로 부원을 지도하기 시작, 원한을 갚으려 한다. 그는 야구부원을 모두를 지치게 해 선수 생명을 위협하려고 한다. 그러나 누구 한 사람도 야구부를 떠나지 않고 여름 고시엔 지역 예선 대회를 맞이한다. 특히 타츠야는 라이벌 의식을 가진 아라타를 꼭 이겨 미나미를 고시엔에 데려가겠다는 강한 의지를 가지고 있고, 에이지로의 혹독한 지도에도 굴하지 않고 버터왔다.
타츠야와 미나미는 고교 생활 마지막 여름을 맞이하게 된다. 지방 대회 첫 경기에서 에이지로는 낙오한 부원들을 선발 투수로 기용해 메이세이 가쿠엔을 1회전에서 탈락시키려고 한다. 그러나 팀의 결속력은 단단히 뭉쳐 있어 실점은 많았으나 타격에서 따라 잡아 1회전에서 승리한다. 또한 드디어 고시엔 출장을 성공해, 결승전 오르게 되고 타츠야는 아라타와 대결하게 된다. 결과는 타츠야의 승리로 미나미와 함께 고시엔에 갈 수 있게 된다. 고시엔 출전이 결정된 후 원작 만화에서는 타츠야는 강변에서 아사쿠라 미나미에게 사랑을 고백하고 자신의 마음을 전한다. 하지만 텔레비전 애니메이션의 최종회에서는 타츠야는 전화로 아사쿠라 미나미에게 사랑 고백을 한다.

## 텔레비전 애니메이션 개요
1985년 3월 24일부터 1987년 3월 22일까지 후지TV 계열에서 전 101화로 방영되었다.
아사히 통신사(현 ADK)가 오랫동안 담당해 왔던 후지 TV의 일요일 19시대에는 쇼가쿠칸의 주간 소년 선데이 계열의 만화를 원작으로 한 기획 라인이 계속되어 이 작품도 그 연장선상에 있게 된다. 기획을 맡은 아사히 통신사의 카타오카 요시로 프로듀서는 "캐릭터 상품이 판매하기 어렵다"라는 반대의 목소리를 무릅쓰고 애니메이션화를 실현했다.
제작시에는 1983년부터 1984년에 걸쳐 방영되어 호평을 받았던 아다치 미츠루 원작의 스페셜 애니메이션 나인 3부작을 담당한 스기이 기사부로, 마에다 미츠루라는 크리에이터로 스탭진을 편성하여 도호와 그룹 타크가 제작회사로 참여하였다. 평소에도 시청률 20% 이상을 얻는 인기 방송이 되어 극장판 애니메이션 영화도 3편이 제작되었다. 이 인기를 이어나가 이 다음 방송은 같은 포진에 의한 아다치 미츠루 작품 《햇살이 좋아!》가 애니메이션화되어 방영되었다.
제1기 오프닝 테마 〈터치〉를 필두로 이와사키 요시미가 부른 주제가가 히트하였다. 제2기 엔딩 테마 〈청춘〉은 1986년 제58회 고시엔(고교 야구) 대회의 입장 행진곡으로 선정되었다. 제4기 오프닝 및 엔딩만이 꿈 공장(밴드)이 주제가를 담당하였다.
본방송 종료 후 후지 TV가 재방송권을 상실한 후부터는 NTV에 의해 재방송이 여러차례 이루어지고 있으나 여름방학 기간의 평일에, 그것도 매년 제1화부터 방송하는 경우가 많아 하루에 2편씩 방송해도 전화 완결까지 10주하고도 1일(=2개월정도) 이 걸리기 때문에 최종회까지 방송된 경우는 없다.

## 주제가
제1기 오프닝 테마 〈터치〉를 필두로, 이와사키 요시미가 부른 주제가가 히트했다. 레코드 회사 캐년 레코드 (현 포니캐년)측에서는 당초 프로모션을 위해 신인 가수의 기용을 제시했지만, 감독의 스기 기사부로가 이이를 제기했다. 하지만 아다치 미츠루의 세계를 표현할 수 있는 실력있는 가수라는 것으로, 캐년 소속 가수 중에서 이와사키 요시미가 주제가를 부르게 되었다. 원작자의 아다치는 원래 이와사키의 팬임을 공언하고 있어, 주제가에 기용을 기뻐했다. 발매 당시는 TOP10에 들지 않고 폭발적인 히트는 하지 않았지만(오리콘 최고 12위, 총 판매량 24.7만장) 이후 오랫동안 사랑받는 이와사키의 대표 곡이 되었다. 또한, 오프닝 주제가 〈터치〉는 21세기에 접어 든 지금도 일본 고교 야구에서는 응원가로써 인기가 높고, 그 후도 많은 리메이크가 되고 있다.
제2기 엔딩 테마 〈청춘〉은 1986년 제58회 선발 고교 야구 대회 입장 행진곡으로 선정되었다. 제4기 오프닝·엔딩 (엔딩은 최종회까지)은 유메코조가 주제가를 담당했다.

### 극장판 애니메이션·텔레비전 스페셜
터치의 텔레비전 애니메이션의 스태프와 배우로 구성된 극장판이지만, 원작에 충실했던 텔레비전 애니메이션에 이어 오리지널 요소를 섞어 재구성되었다. 제작은 도호, 후지 TV, 그룹 텍, 아사히 통신사 등. 일본 전역에 도호 배급으로 개봉되었다.
텔레비전 스페셜은 1998년에 《터치 Miss Lonely Yesterday 그로부터 너는 ...》이라는 제목으로, 2001년에는 《터치 CROSS ROAD~바람의 행방~》을 NTV가 제작하였다. 모두 "금요 로드쇼"의 시간대 범위로 방송되었다. 원작에 없는 오리지널의 속편으로 (원작자의 아다치 미츠루는 원안 제공), 내용은 대학에 진학한 타츠야와 미나미를 주축으로 한 이야기, 그 후의 방송은 "카즈야를 모르는 세계"에서 타츠야 자신으로 한 야구를 목표로 미국에 진출해, 마이너리그 팀에서 활약하는 타츠야를 주축으로 한 이야기이다.

### 목록
- 《터치 등번호없는 에이스》 1986년 4월 12일 개봉
- 《터치 2 이별의 선물》 1986년 12월 13일 개봉
- 《터치 3 네가 지나간 후에-DON'T PASS ME BY-》 1987년 4월 11일 개봉
- 《터치 Miss Lonely Yesterday 그로부터 너는 ...》 1998년 12월 11일 방송
- 《터치 CROSS ROAD~바람의 행방》 2001년 2월 9일 방송
- 실사 텔레비전 드라마 : 1987년 6월 1일에 후지 TV 계열에서 19시 30분부터 20시 54분까지의 "월요 드라마 랜드" 시간대에 방송되었다.

### 비고, 에피소드
- 애니메이션이 방송된 1980년대 후반에는 이때 태어난 아이들의 이름으로 〈타츠야〉,〈카즈야〉,〈미나미〉라고 이름을 붙이는 부모가 많았다.
- 텔레비전 애니메이션, 극장 애니메이션에서 아사쿠라 미나미의 CV를 담당한 히다카 노리코가 2004년 터치의 애니메이션 DVD 박스 발매를 기념하여 방송된 NTV의 특별방송 〈아사쿠라 미나미의 올 나이트 일본〉의 MC를 담당하였다.
- 터치 애니메이션 중에는 사이토 유키의 졸업 등의 당시의 히트곡이 삽입곡으로 흐르기도 한다. 또, 오프닝곡인 〈터치〉의 레코드 자킷도 등장한다.
- 타츠야의 투구 폼은 현 프로 야구선수인 쿠와타 마스미(당시 PL학원고교)를 참고했다.
- 텔레비전 애니메이션의 요시다 츠요시의 성우가 41화부터 시오야 츠바사에서 호리에 료로 바뀌었다.
- 애니메이션에서는 스폰서로 로손과의 관계가 컸으나 원작에서는 등장하지 않고 라이벌인 세븐 일레븐이 등장하였다.
- 설정상 예선지구가 연재개시 당시에는 서토쿄였으나 최종회에서는 동도쿄로 바뀌어 있었다.
- 다른 만화, 애니메이션과 같이 실물을 패러디한 것도 많이 등장한다.
  - SONY→TONY
  - 주간 소년선데이→소년 먼데이, 소년 욘데이, 소년 새터데이
  - 터치→터치아웃!
  - 우루세이 야츠라→우루에시 안타
  - 피아→피로
  - 포카리스웨트→POCPOC
  - 요미우리 신문→요미카이 신문
  - 주간 분게이슌주→주간 슌주
  - 이케다 고등학교→이케야마다 고등학교

## 영화
2005년 9월 10일 도호 배급으로 개봉한 일본의 영화이다. 주연은 나가사와 마사미. 타츠야와 카즈야 역을 사이토 쇼타, 사이토 케이타 형제가 연기하였다. 원작을 기반으로 한 오리지널 스토리로 본작에서는 아사쿠라 미나미를 중심으로 이야기가 펼쳐진다.

### 개요
아다치 미츠루의 인기 만화 《터치》를 원작으로, 2005년 실사 영화로 제작되어 개봉되었다. 히로인의 아사쿠라 미나미 역은 나가사와 마사미, 쌍둥이 형제 타츠야, 카즈야 역을 실제로도 쌍둥이인 사이토 쇼타, 사이토 케이타 형제가 연기하였다. 감독은 이누도 잇신이 맡았는데, 당시 이누도 감독은 영화 《메종 드 히미코》의 촬영을 막 끝낸 이후라 피곤한 상태였지만, 영화 《세상의 중심에서 사랑을 외치다》의 나가사와 마사미가 캐스팅되었다는 말에 당장 수락했다고 한다.

### 출연
- 아사쿠라 미나미 - 나가사와 마사미(아역: 야부키 나코)
- 우에스기 타츠야 - 사이토 쇼타
- 우에스기 카즈야 - 사이토 케이타
- 하라다 쇼헤이 - RIKIYA
- 마츠다이라 코타로 - 히라츠카 신스케
- 쿠로키 타케시 - 우에하라 후마
- 히니타 사유리 - 안도 노조미
- 닛타 아키오 - 후쿠시 세이지
- 우에 하루코 - 후부키 준
- 야베 소노코 - 와카츠키 치나츠
- 오카모토 선생님 - 토쿠이 유
- 부장 교사 - 야마자키 하지메
- 체육 교사 - 타카스기 히로시
- 복싱부 감독 - 와타나베 테츠
- 권투 선수 - 우치야마 다카시 (현 WBA 세계 슈퍼 페더급 챔피언)
- 아사쿠라 시노부 - 이쿠타 토모코
- 츠가와 에이지 - 혼다 히로타로
- 우에스기 신고- 코히나타 후미요
- 아사쿠라 토시오 - 다쿠마 신
- 동네 야구 팀 (이바라키 골든 고루즈) 감독·킨쨩 - 하기모토 킨이치

### 스태프
- 감독 : 이누도 잇신
- 각본 : 야마무로 유키코
- 제작 : 혼다 히데유키
- 프로듀서 : 야마나카 카즈나리
- 원작 : 아다치 미츠루 〈터치〉
- 촬영 : 츠타이 타카히로
- 시각효과 : 오가와 토시히로
- 미술 : 오가와 토미오
- 편집 : 후시마 신이치
- VFX 슈퍼 바이저 : 자카 미사코, 아라키 후미오
- VFX 디렉터 : 오타가키 카오리
- 음악 : 마츠타니 스구루
- 조명 : 히다 요시다케
- 녹음 : 야노 마사토
- 조감독 : 쿠마자와 마코토, 가네시게 아츠시
- 제작 총괄： 시마타니 요시나리, 카메이 오사무, 오쿠노 토시아키, 히라이 후미히로
- 음향 제작 : 도호 사운드 스튜디오
- 영상 제작 : 도호 영상 미술
- 제작사 : 영화 〈터치〉 제작위원회 (도호, 쇼가쿠칸, NTV, OLM)

### 주제가
- 주제가 : YUKI - 〈기쁨의 씨앗〉
- 삽입 노래 : 윤하 - 〈터치〉, 〈꿈의 연결〉

이와사키 요시미가 불러 당시 국민적 사랑을 받았던 텔레비전 애니메이션 시리즈 제1기 주제가 〈터치〉를 한국 신인가수 윤하가 새롭게 리메이크해 불렀다.

### 원작과의 차이점
- 만화 원작에서는 주인공이 타츠야였지만 영화판에서는 미나미로 변경. 원작에서는 연재 시작부터 이미 사망한 미나미의 어머니가 등장. 미나미가 야구부에 정식으로 야구부 신고서를 제출했다. 미나미가 리듬체조 부원이 아니므로, 레오타드를 입은 모습도 없이(원래는 아다치 미츠루의 요청에 따라 리듬 체조씬 장면을 넣을 예정이었다).
- 타츠야의 고시엔 출장 연차가 원작에서는 3년이지만 영화판에서는 2년. 카즈야는 슬라이더로 던지고 있었다.
- 메이세이 가쿠엔 고등학교는 원작에서는 동도쿄 지역이었지만, 영화판에서는 서도쿄 지역. 카시와바 감독, 니시무라 이사무, 닛타 유카, 사사키 등 등장하지 않은 캐릭터가 있다. 사사키가 등장하지 않는 것에 따라, 상대팀의 데이터 분석은 미나미가 하는 것으로 되어있다. 응원석에서 하라다 옆에는 미나미가 아닌 소노코라는 새로운 등장 인물. 니시오 감독의 딸 사치코도 등장하지 않는다.

### 주요 촬영지
- 군마현
  - 다카사키시 군마 현립 타카사키 히가시 고등학교
- 사이타마현
  - 사이타마시 사이타마 오미야 파크 야구장

### 그 외
나가사와 마사미의 출신지(시즈오카현 이와타시)의 버스의 운행 구역으로 하는 엔슈철도의 IC 카드 「나이스패스」 이용자를 대상으로 영화의 시사회에 추첨으로 초대하는 캠페인을 실시했다. 하마마쓰시의 도호 시네마즈는 〈나이스패스〉를 제시하여 본 영화 요금 할인도 실시하였다.